# Plantenziektenkundige Dienst
De Plantenziektenkundige Dienst (PD) was een Nederlandse overheidsorganisatie die bestond tussen 1899 en 2012. De dienst werd in 1899 onder leiding van Jan Ritzema Bos opgericht als de Phytopathologische Dienst, die als voornaamste doel had om exporterende boomkwekers te voorzien van verklaringen dat hun plantmateriaal gezond was. De PD diende als nationale plantenbeschermingsorganisatie sinds de aanname van de International Plant Protection Convention in 1951.
Per 1 januari 2012 werd de PD voortgezet als onderdeel van de Nederlandse Voedsel- en Warenautoriteit (NVWA). Het kenniscentrum (Nederlands Instituut voor Vectoren, Invasieve Planten en Plantgezondheid (NIVIP)) bevindt zich nog steeds in Wageningen. 
|  |  |  |  | Keuringsdienst van Waren (1893) | Keuringsdienst van Waren (1893) | Keuringsdienst van Waren (1893) | Keuringsdienst van Waren (1893) | Keuringsdienst van Waren (1893)                                  | Keuringsdienst van Waren (1893)                                  |                                                                                              |                                                                  | Inspectie Levensmiddelen Inspectie Drankwet                      | Inspectie Levensmiddelen Inspectie Drankwet                      | Inspectie Levensmiddelen Inspectie Drankwet | Inspectie Levensmiddelen Inspectie Drankwet | Inspectie Levensmiddelen Inspectie Drankwet | Inspectie Levensmiddelen Inspectie Drankwet |  |  | Gemeentelijke vleeskeuringsdiensten                 | Gemeentelijke vleeskeuringsdiensten                 | Gemeentelijke vleeskeuringsdiensten                 | Gemeentelijke vleeskeuringsdiensten                 | Gemeentelijke vleeskeuringsdiensten                 | Gemeentelijke vleeskeuringsdiensten                 |  |  |  |  | Centrale Crisis Controle Dienst (1934) | Centrale Crisis Controle Dienst (1934) | Centrale Crisis Controle Dienst (1934) | Centrale Crisis Controle Dienst (1934) | Centrale Crisis Controle Dienst (1934) | Centrale Crisis Controle Dienst (1934) |  |  |  |  |  |  | Plantenziektenkundige Dienst (1899) | Plantenziektenkundige Dienst (1899) | Plantenziektenkundige Dienst (1899) | Plantenziektenkundige Dienst (1899) | Plantenziektenkundige Dienst (1899) | Plantenziektenkundige Dienst (1899) |
|  |  |  |  | Keuringsdienst van Waren (1893) | Keuringsdienst van Waren (1893) | Keuringsdienst van Waren (1893) | Keuringsdienst van Waren (1893) | Keuringsdienst van Waren (1893)                                  | Keuringsdienst van Waren (1893)                                  |                                                                                              |                                                                  | Inspectie Levensmiddelen Inspectie Drankwet                      | Inspectie Levensmiddelen Inspectie Drankwet                      | Inspectie Levensmiddelen Inspectie Drankwet | Inspectie Levensmiddelen Inspectie Drankwet | Inspectie Levensmiddelen Inspectie Drankwet | Inspectie Levensmiddelen Inspectie Drankwet |  |  | Gemeentelijke vleeskeuringsdiensten                 | Gemeentelijke vleeskeuringsdiensten                 | Gemeentelijke vleeskeuringsdiensten                 | Gemeentelijke vleeskeuringsdiensten                 | Gemeentelijke vleeskeuringsdiensten                 | Gemeentelijke vleeskeuringsdiensten                 |  |  |  |  | Centrale Crisis Controle Dienst (1934) | Centrale Crisis Controle Dienst (1934) | Centrale Crisis Controle Dienst (1934) | Centrale Crisis Controle Dienst (1934) | Centrale Crisis Controle Dienst (1934) | Centrale Crisis Controle Dienst (1934) |  |  |  |  |  |  | Plantenziektenkundige Dienst (1899) | Plantenziektenkundige Dienst (1899) | Plantenziektenkundige Dienst (1899) | Plantenziektenkundige Dienst (1899) | Plantenziektenkundige Dienst (1899) | Plantenziektenkundige Dienst (1899) |
|  |  |  |  |                                 |                                 |                                 |                                 |                                                                  |                                                                  |                                                                                              |                                                                  |                                                                  |                                                                  | |                                             |                                             |                                             |  |  |                                                     |                                                     |                                                     |                                                     |                                                     |                                                     |  |  |  |  |                                        |                                        |                                        |                                        |                                        |                                        |  |  |  |  |  |  |                                     |                                     |                                     |                                     |                                     |                                     |
|  |  |  |  |                                 |                                 |                                 |                                 | Inspectie Gezondheidsbescherming/Keuringsdienst van Waren (1990) | Inspectie Gezondheidsbescherming/Keuringsdienst van Waren (1990) | Inspectie Gezondheidsbescherming/Keuringsdienst van Waren (1990)                             | Inspectie Gezondheidsbescherming/Keuringsdienst van Waren (1990) | Inspectie Gezondheidsbescherming/Keuringsdienst van Waren (1990) | Inspectie Gezondheidsbescherming/Keuringsdienst van Waren (1990) | |                                             |                                             |                                             |  |  | Rijksdienst voor de keuring van Vee en Vlees (1980) | Rijksdienst voor de keuring van Vee en Vlees (1980) | Rijksdienst voor de keuring van Vee en Vlees (1980) | Rijksdienst voor de keuring van Vee en Vlees (1980) | Rijksdienst voor de keuring van Vee en Vlees (1980) | Rijksdienst voor de keuring van Vee en Vlees (1980) |  |  |  |  | Algemene Inspectiedienst (1954)        | Algemene Inspectiedienst (1954)        | Algemene Inspectiedienst (1954)        | Algemene Inspectiedienst (1954)        | Algemene Inspectiedienst (1954)        | Algemene Inspectiedienst (1954)        |  |  |  |  |  |  |                                     |                                     |                                     |                                     |                                     |                                     |
|  |  |  |  |                                 |                                 |                                 |                                 | Inspectie Gezondheidsbescherming/Keuringsdienst van Waren (1990) | Inspectie Gezondheidsbescherming/Keuringsdienst van Waren (1990) | Inspectie Gezondheidsbescherming/Keuringsdienst van Waren (1990)                             | Inspectie Gezondheidsbescherming/Keuringsdienst van Waren (1990) | Inspectie Gezondheidsbescherming/Keuringsdienst van Waren (1990) | Inspectie Gezondheidsbescherming/Keuringsdienst van Waren (1990) | |                                             |                                             |                                             |  |  | Rijksdienst voor de keuring van Vee en Vlees (1980) | Rijksdienst voor de keuring van Vee en Vlees (1980) | Rijksdienst voor de keuring van Vee en Vlees (1980) | Rijksdienst voor de keuring van Vee en Vlees (1980) | Rijksdienst voor de keuring van Vee en Vlees (1980) | Rijksdienst voor de keuring van Vee en Vlees (1980) |  |  |  |  | Algemene Inspectiedienst (1954)        | Algemene Inspectiedienst (1954)        | Algemene Inspectiedienst (1954)        | Algemene Inspectiedienst (1954)        | Algemene Inspectiedienst (1954)        | Algemene Inspectiedienst (1954)        |  |  |  |  |  |  |                                     |                                     |                                     |                                     |                                     |                                     |
|  |  |  |  |                                 |                                 |                                 |                                 |                                                                  |                                                                  |                                                                                              |                                                                  |                                                                  |                                                                  | |                                             |                                             |                                             |  |  |                                                     |                                                     |                                                     |                                                     |                                                     |                                                     |  |  |  |  |                                        |                                        |                                        |                                        |                                        |                                        |  |  |  |  |  |  |                                     |                                     |                                     |                                     |                                     |                                     |
|  |  |  |  |                                 |                                 |                                 |                                 |                                                                  |                                                                  | Inspectie Waren en Veterinaire Zaken (1998) Keuringsdienst van Waren Veterinair Toezicht RVV |                                                                  |                                                                  |                                                                  | |                                             |                                             |                                             |  |  |                                                     |                                                     |                                                     |                                                     |                                                     |                                                     |  |  |  |  |                                        |                                        |                                        |                                        |                                        |                                        |  |  |  |  |  |  |                                     |                                     |                                     |                                     |                                     |                                     |
|  |  |  |  |                                 |                                 |                                 |                                 |                                                                  |                                                                  |                                                                                              |                                                                  |                                                                  |                                                                  | |                                             |                                             |                                             |  |  |                                                     |                                                     |                                                     |                                                     |                                                     |                                                     |  |  |  |  |                                        |                                        |                                        |                                        |                                        |                                        |  |  |  |  |  |  |                                     |                                     |                                     |                                     |                                     |                                     |
|  |  |  |  |                                 |                                 |                                 |                                 |                                                                  |                                                                  |                                                                                              |                                                                  |                                                                  |                                                                  | |                                             |                                             |                                             |  |  |                                                     |                                                     |                                                     |                                                     |                                                     |                                                     |  |  |  |  |                                        |                                        |                                        |                                        |                                        |                                        |  |  |  |  |  |  |                                     |                                     |                                     |                                     |                                     |                                     |
|  |  |  |  |                                 |                                 |                                 |                                 |                                                                  |                                                                  |                                                                                              |                                                                  |                                                                  |                                                                  | Voedsel- en Warenautoriteit (2002) Keuringsdienst van Waren (2002–2006) Rijksdienst voor de keuring van Vee en Vlees (2002–2006) Algemene Inspectiedienst (2010–2011) Plantenziektenkundige Dienst (2010–2011) |                                             |                                             |                                             |  |  |                                                     |                                                     |                                                     |                                                     |                                                     |                                                     |  |  |  |  |                                        |                                        |                                        |                                        |                                        |                                        |  |  |  |  |  |  |                                     |                                     |                                     |                                     |                                     |                                     |
|  |  |  |  |                                 |                                 |                                 |                                 |                                                                  |                                                                  |                                                                                              |                                                                  |                                                                  |                                                                  | |                                             |                                             |                                             |  |  |                                                     |                                                     |                                                     |                                                     |                                                     |                                                     |  |  |  |  |                                        |                                        |                                        |                                        |                                        |                                        |  |  |  |  |  |  |                                     |                                     |                                     |                                     |                                     |                                     |
|  |  |  |  |                                 |                                 |                                 |                                 |                                                                  |                                                                  |                                                                                              |                                                                  |                                                                  |                                                                  | |                                             |                                             |                                             |  |  |                                                     |                                                     |                                                     |                                                     |                                                     |                                                     |  |  |  |  |                                        |                                        |                                        |                                        |                                        |                                        |  |  |  |  |  |  |                                     |                                     |                                     |                                     |                                     |                                     |
|  |  |  |  |                                 |                                 |                                 |                                 |                                                                  |                                                                  |                                                                                              |                                                                  |                                                                  |                                                                  | Nederlandse Voedsel- en Warenautoriteit (2012) |                                             |                                             |                                             |  |  |                                                     |                                                     |                                                     |                                                     |                                                     |                                                     |  |  |  |  |                                        |                                        |                                        |                                        |                                        |                                        |  |  |  |  |  |  |                                     |                                     |                                     |                                     |                                     |                                     |